# Kanton Lisieux
Der Kanton Lisieux ist ein französischer Verwaltungseinheit im Département Calvados in der Region Normandie. Er umfasst zehn Gemeinden im Arrondissement Lisieux. Bei der landesweiten Neuordnung der französischen Kantone wurde er 2015 neu geschaffen.

## Gemeinden
Der Kanton besteht aus zehn Gemeinden mit insgesamt 25.621 Einwohnern (Stand: 1. Januar 2022) auf einer Gesamtfläche von 96,47 km²:
| Gemeinde                   | Einwohner 1. Januar 2022 | Fläche km² | Dichte Einw./km² | Code INSEE | Postleitzahl |
| -------------------------- | ------------------------ | ---------- | ---------------- | ---------- | ------------ |
| Beuvillers                 | 1.301                    | 4,92       | 264              | 14069      | 14100        |
| Cordebugle                 | 163                      | 8,97       | 18               | 14179      | 14100        |
| Courtonne-la-Meurdrac      | 684                      | 12,69      | 54               | 14193      | 14100        |
| Courtonne-les-Deux-Églises | 629                      | 13,68      | 46               | 14194      | 14290        |
| Glos                       | 924                      | 12,93      | 71               | 14303      | 14100        |
| Le Mesnil-Guillaume        | 558                      | 3,85       | 145              | 14421      | 14100        |
| L’Hôtellerie               | 318                      | 5,74       | 55               | 14334      | 14100        |
| Lisieux                    | 19.540                   | 13,07      | 1.495            | 14366      | 14100        |
| Marolles                   | 737                      | 12,22      | 60               | 14403      | 14100        |
| Saint-Martin-de-la-Lieue   | 767                      | 8,40       | 91               | 14625      | 14100        |
| Kanton Lisieux             | 25.621                   | 96,47      | 266              | 1417       | –            |

## Politik
| Vertreter im Departementrat | Vertreter im Departementrat     | Vertreter im Departementrat |
| Amtszeit                    | Namen                           | Partei                      |
| --------------------------- | ------------------------------- | --------------------------- |
| 2015–                       | Bernard Aubril Angélique Perini | DVD                         |